# 諾拉 (內布拉斯加州)
諾拉（英語：Nora）是位於美國內布拉斯加州納科爾斯縣的村。

## 人口
根據2020年美國人口普查的數據，諾拉的面積為0.98平方千米，皆為陸地。當地共有人口21人，而人口密度為每平方千米21人。